# 푸런
진유즈(중국어: 金友之, 1918년 9월 21일 ~ 2015년 4월 10일) 또는 아이신 교로 푸런(만주어: ᠠᡳᠰᡳᠨ
ᡤᡳᠣᡵᠣ
ᡦᡠ
ᡵᡝᠨ Aisin Gioro Pu Ren, 愛新覺羅溥任)은 중화인민공화국의 교육자, 소학교 교사이자, 청 제국의 황족 후예이다. 그는 청나라 멸망 후 6년 뒤에 태어났으므로 황자, 황족 신분은 아니었다.
1947년 아버지 순친왕의 후견하에 구 순친왕부 자택을 소학교로 개조해 북경경업소학교의 교장으로 활동하다가 뒤에 정부에 기탁했다. 1950년부터 공립 소학교의 교사가 되어 1988년까지 재직했다.

## 생애
아버지는 순친왕 재풍이고, 어머니는 재풍의 측실인 측복진 등가씨(鄧佳氏)이다. 선통제 푸이, 푸제는 아버지 재풍의 적처 유란의 소생으로 이복 형들이었다. 어머니 등가씨에게 두명의 누나와 친형 부기(溥倛), 두 명의 여동생이 태어났는데 친형 부기는 3살 때에 요절하였다. 처음 이름은 연격(聯格)이었다가 뒤에 부임으로 개명했다. 자는 우지(友之)인데, 뒤에 김우지로 개명하게 된다.
그는 순친왕 재풍의 아들이자 순현친왕 혁현의 손자이며, 광서제의 조카이고, 선통제, 푸제의 이복 동생이었다. 그가 태어날 때는 이미 청 제국이 와해되어 소조정으로 전락했기 때문에 사실상 황족이 아니었다. 형인 푸제가 아들 없이 사망하여, 청 제국과 만주족 황실의 상속권을 승계받았다. 그 뒤인 2015년 4월 10일에 96세를 일기로 베이징(北京)에서 폐렴으로 사망하여, 그 아들인 진위장(金毓嶂)이 만주국의 황위 요구자로 계승하게 되었다.
첫 부인 김유정(金瑜庭, 1971년 병으로 사망)에게서 3남 2녀를 얻고 1971년 사별, 장무영(張茂瀅, 사망)과 1975년에 재혼했으나 재혼 후처에게서는 자녀가 없다. 그는 만주국에 관련된 활동은 하지 않았으므로 1945년 일본 패망 이후에도 전범으로 몰리지 않았다. 1947년 아버지 순친왕 재풍의 후원하에 구 순친왕부 저택을 소학교로 바꾸고, 북경경업소학교(北京競業小學校)의 교장으로 활동했다. 아버지 순친왕 재풍은 이사장이었고, 그의 두 누이는 교사로 활동했다. 뒤에 경업소학교는 중국 정부에 증여하였다. 1950년부터 베이징의 공립 소학교 평교사로 교단에 서고, 1988년 퇴임하였다.
퇴직 후 청나라역사를 연구하는데 참여했으며, 저서로《만청황자생활여독서습무 (晚清皇子生活與讀書習武》, 《나란성덕여 통지당집(納蘭性德與〈通志堂集〉》, 《청계왕부어음식의료편견(清季王府於飲食醫療偏見)》, 《순친왕부의 추억 (醇親王府回憶)》 등의 책을 저술했다. 베이징시 제7대, 제8대, 제9대 정협위원(政協委員)으로 활동했으며, 베이징시 문사연구회 연구원으로 위촉되었다. 만년에는 아버지 재풍이 독일 제국의 사신으로 다녀온 기록인 사덕일기(使德日記)를 정리하는 활동을 했다.

## 가족 관계
- 부인 : 진유팅(金瑜庭)
  - 장남 : 진위장(金毓嶂)
    - 손녀 : 진신(金鑫)

  - 차남 : 진위취안(金毓峑)
    - 손녀 : 진쥔(金鈞)

| 전임 푸제 | 제3대 만주국의 황실 수장 1994년 ~ 2015년 | 후임 진위장 |

## 같이 보기
- 입팔분공